# بطولة آسيا للسباحة
بطولة آسيا للسباحة هي بطولة دولية للسباحة تقام كل أربع سنوات منذ عام 1980. يشرف على إدارتها الاتحاد الآسيوي للسباحة ويشارك فيها رياضيون من مختلف الدول الآسيوية.

## البطولات
| السنة | البطولة | المدينة  | البلد                    | التواريخ          |
| ----- | ------- | -------- | ------------------------ | ----------------- |
| 1980  | 1       | دكا      | بنغلاديش                 | 4– يونيو          |
| 1984  | 2       | سول      | كوريا الجنوبية           | 28 مايو – 5 يونيو |
| 1988  | 3       | غوانزو   | الصين                    | 2–12 أبريل        |
| 1992  | 4       | هيروشيما | اليابان                  |                   |
| 1996  | 5       | بانكوك   | تايلاند                  | 12–15 أبريل       |
| 2000  | 6       | بوسان    | كوريا الجنوبية           | 28 مارس – 2 أبريل |
| 2006  | 7       | سنغافورة | سنغافورة                 | 5–10 مارس         |
| 2009  | 8       | فوشان    | الصين                    | 25–28 نوفمبر      |
| 2012  | 9       | دبي      | الإمارات العربية المتحدة | 15–25 نوفمبر      |
| 2016  | 10      | طوكيو    | اليابان                  | 14–20 نوفمبر      |